# Kuta Batu (Simeulue Tengah)
Kuta Batu is een bestuurslaag in het regentschap Simeulue van de provincie Atjeh, Indonesië. Kuta Batu telt 207 inwoners (volkstelling 2010).